# Иван Ибришимов
Иван Николов Ибришимов е български журналист и автор на публицистични книги.
Получава средно образование в 8-а гимназия в София и служи в Българската армия редовна наборна военна служба в Кърджали. След това е приет и завършва ВМЕИ – София със специалност „Радио и телевизия“. По време на следването си работи като редактор на студентския вестник „Технически авангард“. По-късно завършва семестриално специалността „Телевизионна журналистика“ в СУ „Св. Климент Охридски“.
Работи близо 14 години в Българската национална телевизия, първо като видеоинженер, а по-късно – като репортер, редактор, отговорен редактор и завеждащ редакция. От 1985 г. до 1989 г. е редактор и водещ на предаването „Световна икономика“ по БНТ, а от 1990 г. до 1992 г. е отговорен редактор и водещ на предаването „Актуална антена“, преименувано по-късно на „Актуална камера“.
След 1992 г. се прехвърля в печатните медии, като работи последователно като заместник главен редактор във вестниците „Столица“, „Експрес“ и „Демокрация". По това време започва да участва в политическия живот на страната и е част от ръководството на пресцентровете на предизборните кампании на Съюза на демократичните сили през 1994 г. и на Обединените демократични сили през 1996 г.
В периода 1997 – 2002 г. е секретар на президента Република България Петър Стоянов.
След края на мандата на Петър Стоянов Ибришимов се връща отново към печатните медии като заместник главен редактор и политически наблюдател във вестниците „Демокрация", „КЕШ“, „Българска армия“, и политически коментатор в телевизия „Европа“. Последно е заместник главен редактор на вестник „Българска армия“.
От 2017 г. е журналист на свободна практика.

## Семейство
Женен е за Русалка Ибришимова, от която има двама синове – Никола и Иво-Живан.